# Holler If Ya Hear Me (мюзикл)

Holler If Ya Hear Me — джукбокс-мюзикл на музику й поезію американського репера Тупака Шакура. Слова: Тодд Крейдлер. Режисер: Кенні Леон, володар премії Тоні. Прем'єра відбулась на Бродвеї 19 червня 2014 у Palace Theatre після прев'ю 2 червня. Останнє шоу: 20 липня 2014 (лише після 17 прев'ю та 38 вистав).
Назва мюзиклу покликається на однойменну композицію виконавця. У ньому йдеться про життя двох друзів у ґето на Середньому Заході США. Мюзикл завершили завчасно через низьку відвідуваність.

## У ролях
- Сол Вільямс — Джон
- Джошуа Бун — Даріус
- Крістофер Джексон — Вертус
- Джон Ерл Джелкс — вуличний проповідник
- Тоня Пінкінс — Місіс Вестон
- Сейкон Сенґблог — Корінн
- Бен Томпсон — Ґріффі

## Пісні
| Дія 1 - «My Block» — Джон, кумпанія - «Dopefiend's Diner» — Вертус, хор My Block - «Life Goes On» — Ентоні, Даріус, Нанн, Лемар, Реджі, хор My Block - «I Get Around/Keep Ya Head Up» — Даріус, Реджі, Лемар, Корінн, Каміла, хор My Block - «I Ain't Mad at Cha» — Вертус, Джон, жінки My Block - «Please Wake Me When I'm Free/The Rose That Grew from Concrete» — Корінн, Каміла - «Me Against the World» — Джон, Корінн - «Whatz Next» — Вертус, Даріус, Ентоні, Корінн, хор My Block - «Holler If Ya Hear Me» — Джон, Ентоні, Даріус, хор My Block | Дія 2 - «My Block (Reprise)» — Ентоні, Даріус - «Changes» — Джон, Ґріффі, Вертус, Ентоні, хор My Block - «Resist the Temptation/Dear Mama (Reprise)» — Вертус, Місіс Вестон - «Hail Mary» — Джон, Даріус, Ентоні, Young Souljas - «Unconditional Love» — Джон, Корінн - «I Ain't Mad at Cha (Reprise)» — Джон, вуличний проповідник - «If I Die 2Nite» — Ентоні, Даріус, Реджі, Лемар, Young Souljas - «Only God Can Judge Me» — Ентоні - «Thugz Mansion» — Джон, Вертус, Ґріффі - «California Love» — Реджі, Лемар, Young Souljas, жінки My Block - «Ghetto Gospel» — кумпанія |